# ヨーロッパのサッカーリーグに所属する日本人選手一覧
本項ではUEFA/ヨーロッパ加盟国内のサッカーリーグに所属歴のある日本人サッカー選手について紹介する。1977年、当時古河電気工業サッカー部所属であった奥寺康彦が1.FCケルンに加入。ヨーロッパのトップリーグでプレーする初の日本人選手となった。以後各国のサッカーリーグに多くの日本人選手が加入しプレーしている。

## アイルランド
現在所属する選手 [2024年2月17日編集]

3部
- 小柳孝輔（Bangor Celtic FC）

その他
- 永田大吾朗

過去所属した選手
1部
- 高田寿典

2部
- 秋元海人
- 小島流星
- 佐々木祐太[2]

3部
- 安芸銀治[3]

## アゼルバイジャン
現在所属する選手 [2025年4月1日編集]

1部
- 大堀亮之介 (ネフチ・バクー)

過去所属した選手
1部
- アンドレ・バヴァ・シンヤシキ
- 本田圭佑
- 村田聖樹

## アルバニア
現在所属する選手 [2024年5月6日編集]
過去所属した選手
2部
- 稲垣太雅
- 押本凌弥
- 宮崎智成

3部
- 大塚遼太郎
- 高橋勇太

不明
- 加藤亮
- 佐藤和高
- 土井智之
- 中村元樹
- 福井理人

## アルメニア
現在所属する選手 [2025年8月3日編集]

1部（アルメニア・プレミアリーグ）
- 大島拓登 (FCノア)
- 神田駿斗（FCガンザサール・カパン）
- 澤田貴史（FCガンザサール・カパン）

2部
- 石井菖太郎（FCミカ）
- 嶋村朋也（FC Andranik）
- 森下陽輝（FC Andranik）

過去所属した選手
1部
- 加川照悟
- 鳥羽隼
- 宮嶋祐槻

2部
- 赤田法生
- 金久保陸生
- 北島大河 （FCレルナイン・アルツァフ）
- 斎藤彰人
- 高田章弘
- 千葉真登
- 福山隼太
- 毛利栄佑[4]
- 山崎輝
- 塩見雄志郎
- 天野菖悟

## イスラエル
現在所属する選手 [2019年2月4日編集]
過去所属した選手
2部
- 村山拓哉

## イタリア
1994年にジェノアCFCに三浦知良が期限付移籍し、アジア人として初めてのセリエAプレイヤーとなった。現地では「マーケティング目的」という声もあったが、試合に出場し、1ゴールを挙げた。しかし、1年でチームを去った。
1998年にペルージャに中田英寿が加入し、1年目から活躍、地元のスポーツ誌グエリン・スポリティーボが選出するセリエA初年度の外国人選手を対象にしたセリエAサプライズ賞に選ばれた。2000年には名門ASローマへ移籍し、日本人で初めてセリエA優勝を経験した。中田の活躍は、名波浩や中村俊輔など多くの日本人選手がセリエAでプレーするきっかけとなった。
2010年代では、インテル・ミラノで長友佑都がプレーし、ACミランでは本田圭佑が背番号10番を付けてプレー。イタリアの名門クラブに日本人選手がそれぞれ所属し、2014年にはミラノダービーで日本人対決が実現した。
中田英寿が加入した1998年以降、20年連続で日本人がセリエAでプレーしていたが、長友が2017-2018シーズン限りでトルコのクラブに移籍した事により、 2020-2022シーズンに吉田麻也がサンプドリアに所属するまで、同リーグに日本人在籍者がいなくなっていた。
その後吉田麻也が2021-2022シーズン限りでドイツのクラブに移籍したため、再び同リーグに日本人在籍者がいなくなっていた。
2023-2024シーズンには鎌田大地がラツィオに移籍。しかし、同シーズン限りでイングランドのクラブに移籍した。
2024年7月には鈴木彩艶がパルマに移籍。パルマへの日本人選手の加入は中田英寿以来となった。

### 日本人選手の記録

#### 1部での出場ランキング
2024-25シーズン終了時点
| ランク | 選手     | クラブ                   | 出場数 | 得点数 | 期間      |
| ------ | -------- | ------------------------ | ------ | ------ | --------- |
| 1      | 長友佑都 | チェゼーナ、インテル     | 186    | 9      | 2011-2018 |
| 2      | 中田英寿 | ペルージャ、ASローマ 他  | 182    | 24     | 1998-2005 |
| 3      | 森本貴幸 | カターニア、ノヴァーラ   | 104    | 19     | 2006-2013 |
| 4      | 中村俊輔 | レッジーナ               | 81     | 11     | 2002-2005 |
| 4      | 本田圭佑 | ACミラン                 | 81     | 9      | 2014-2017 |
| 6      | 吉田麻也 | サンプドリア             | 72     | 3      | 2020-2022 |
| 7      | 冨安健洋 | ボローニャ               | 61     | 3      | 2019-2021 |
| 8      | 柳沢敦   | サンプドリア、メッシーナ | 44     | 0      | 2003-2006 |
| 9      | 鈴木彩艶 | パルマ                   | 37     | 0      | 2024-     |
| 10     | 鎌田大地 | ラツィオ                 | 29     | 2      | 2023-2024 |

#### リーグタイトル
| No. | 年度    | 選手     | クラブ   | 出場数 | 得点数 | その他 |
| --- | ------- | -------- | -------- | ------ | ------ | ------ |
| 1   | 2000-01 | 中田英寿 | ASローマ | 15     | 2      |        |

現在所属する選手 [2024年7月16日編集]

セリエA
- 鈴木彩艶 (パルマ, 2024-)

女子セリエA
- 南萌華 (ASローマ, 2022-)

過去所属した選手
セリエA
- 大黒将志（トリノ 2006-08）
- 小笠原満男（メッシーナ 2006-07）
- 鎌田大地 (ラツィオ 2023-2024)
- 冨安健洋（ボローニャ 2019-2021）
- 中田英寿（フィオレンティーナ 2004-06、ボローニャ 2004、パルマ 2001-04、
ASローマ 2000-01、ペルージャ 1998-00）
- 中村俊輔（レッジーナ 2002-05）
- 長友佑都（インテル・ミラノ 2011-18、チェゼーナ 2010-2011)
- 名波浩（ヴェネツィア 1999-00）
- 本田圭佑（ACミラン 2014-17）
- 三浦知良（ジェノア 1994-95）
- 森本貴幸（カターニア 2012-13、ノヴァーラ 2011-12、カターニア 2006-11）
- 柳沢敦（メッシーナ 2004-06、サンプドリア 2003-04）
- 吉田麻也 (サンプドリア 2020-2022)

セリエB
- サイ・ゴダード（ベネヴェント 2018-2021）
- 手嶋秀（フロジノーネ 2021-2022)
- ファンティーニ燦 (チェゼーナ 2016-2017)

女子セリエA
- 松林美久（フィレンツェ 2013-15）
- 森本鶴
- 山本絵美
- 長谷川唯 (ACミラン 2021)
- 國澤志乃 (サンマリノ 2020-2021)
- 三橋眞奈（インテル・ミラノ 2022-2023, サッスオーロ 2020-2022）
- 加藤みづほ (タヴァニャッコ 2019-2021)
- 熊谷紗希 (ASローマ, 2023-2025)

男子ほか
- 有光亮太
- 犬塚友輔
- 中居時夫
- 長岡郷
- 西澤厚志
- ブーゾ・アモス
- 藤川朋樹

不明
- 福田潤

## イングランド
2001年にアーセナルFCに稲本潤一が期限付き移籍で加入し、初のプレミアリーグでプレーする日本人となった。アーセナルでは出場機会はなかったが、日本人初のリーグ優勝を経験した。その後2002年に期限付き移籍したフラムFCでプレミアデビューを果たし、日本人初ゴールも決めた。同時期には日本代表で活躍していた川口能活（日本人GKで初めて欧州でプレー）、西澤明訓、戸田和幸、晩年の中田英寿などがプレミアへ移籍するも、目立った活躍は出来なかった。
2012年に香川真司がマンチェスター・ユナイテッドFCへ移籍し、アジア人初のプレミアでリーグ戦ハットトリックを達成し、リーグ優勝も経験した。
同年に吉田麻也がサウサンプトンFCへ完全移籍。9月15日のアーセナルFC戦で途中出場し、プレミアリーグ初出場を果たした。
その後もシーズン通してレギュラーの座を確保した。2013年1月30日、プレミアリーグ第24節マンチェスター・U戦では相手の香川と共に先発出場し、プレミアリーグ史上初の日本人対決を実現させた。
2015年には岡崎慎司がレスター・シティFCに移籍。移籍1年目で降格候補だったチームがリーグ初優勝するという奇跡を起こし、「ミラクル・レスター」の一員となった。
2020年1月に南野拓実がユルゲン・クロップ監督率いるリヴァプールFCへ移籍を果たし、リーグ優勝も経験した。
2021年夏、冨安健洋がアーセナル、三笘薫がブライトン・アンド・ホーヴ・アルビオンFC（1年ベルギーリーグに期限付き移籍）へ移籍。
2023年4月には三笘薫がリーグ戦7得点目を決めてプレミアでの日本人シーズン最多得点を記録した。同年8月に遠藤航がリヴァプールFCへ移籍を果たした。
2024年1月には橋岡大樹がルートン・タウンFCへの移籍を果たした。同年7月には鎌田大地がクリスタル・パレスFCへ、菅原由勢がサウサンプトンFCへの移籍を果たした。
2025年5月には三笘薫が日本人初のシーズン10ゴールを記録した。

### 日本人選手の記録

#### 1部での出場ランキング
2024-25シーズン終了時点、太字は現在もリーグに所属
| ランク | 選手     | クラブ                       | 出場数 | 得点数 | 期間      |
| ------ | -------- | ---------------------------- | ------ | ------ | --------- |
| 1      | 吉田麻也 | サウサンプトン               | 154    | 6      | 2012-2020 |
| 2      | 岡崎慎司 | レスター・シティ             | 114    | 14     | 2015-2019 |
| 3      | 三笘薫   | ブライトン                   | 88     | 20     | 2022‐     |
| 4      | 稲本潤一 | アーセナル、フラム 他        | 66     | 4      | 2001-2006 |
| 5      | 冨安健洋 | アーセナル                   | 65     | 2      | 2021-2025 |
| 6      | 遠藤航   | リヴァプール                 | 49     | 1      | 2023-     |
| 7      | 南野拓実 | リヴァプール、サウサンプトン | 40     | 6      | 2020-2022 |
| 8      | 香川真司 | マンチェスターU              | 38     | 6      | 2012-2014 |
| 9      | 鎌田大地 | クリスタル・パレス           | 34     | 0      | 2024-     |
| 10     | 菅原由勢 | サウサンプトン               | 30     | 1      | 2024-     |

#### リーグタイトル
| No. | 年度    | 選手     | クラブ           | 出場数 | 得点数 | その他 |
| --- | ------- | -------- | ---------------- | ------ | ------ | ------ |
| 1   | 2001-02 | 稲本潤一 | アーセナル       | 0      | 0      |        |
| 2   | 2012-13 | 香川真司 | マンチェスターU  | 20     | 6      |        |
| 3   | 2015-16 | 岡崎慎司 | レスター・シティ | 36     | 5      |        |
| 4   | 2019-20 | 南野拓実 | リヴァプール     | 10     | 0      |        |
| 5   | 2024-25 | 遠藤航   | リヴァプール     | 20     | 0      |        |

現在所属する選手 [2025年8月13日編集]

プレミアリーグ
- 遠藤航 (リヴァプールFC 2023-)
- 鎌田大地 (クリスタル・パレスFC 2024-)
- 高井幸大 (トッテナム・ホットスパーFC 2025-)
- 田中碧 (リーズ・ユナイテッドFC 2024-)
- 三笘薫 (ブライトン 2021-)

EFLチャンピオンシップ
- 岩田智輝 (バーミンガム 2024-)
- 大橋祐紀 (ブラックバーン・ローヴァーズFC 2024-)
- 斉藤光毅 (クイーンズ・パーク・レンジャーズFC 2024-)
- 坂元達裕 (コヴェントリー・シティFC 2023-)
- 菅原由勢 (サウサンプトンFC 2024- )
- 瀬古樹 (ストーク・シティFC 2024-)
- 平河悠 (ブリストル・シティFC 2024-)
- 藤本寛也 (バーミンガム 2025-)
- 古橋亨梧 (バーミンガム 2025-)
- 松木玖生 (サウサンプトンFC 2024- )

7部
- 橋井モリソン (ベイシンストーク・タウンFC 2023-)
- 松坂暖 (ヘンドンFC 2023-)

9部
- ターナー比邑郁 (ロングリッジ・タウンFC 2020-)

男子その他
- クリストファーズ玲生ウィリアム (サウサンプトンFCU16 2022?-)
- 小橋エンスリン海 (チャールトン・アスレティックFCU18 2022-)

ウィメンズ・スーパーリーグ
- 長谷川唯 (マンチェスターC 2022-, ウェストハム 2021-2022)
- 清水梨紗 (マンチェスターC 2024-, ウェストハム 2022-2024)
- 林穂之香 (ウェストハム 2022-)
- 長野風花 (リヴァプール 2023-)
- 宮澤ひなた (マンチェスターU 2023-)
- 清家貴子 (ブライトン 2024-)
- 山下杏也加 (マンチェスターC 2024-）
- 籾木結花 (レスター・シティ 2024-)

過去所属した選手
プレミアリーグ
- 浅野拓磨（アーセナル 2016-2019）
- 板倉滉 (マンチェスターC 2019-2022)
- 稲本潤一 (WBA 2004-06、フラム 2002-04、アーセナル 2001-02)
- 岡崎慎司 (レスター 2015-2019)
- 香川真司 (マンチェスターU 2012-14)
- 川口能活 (ポーツマス 2001-03)
- 川辺駿 (ウルヴス 2022-2023)
- 高岡伶颯 (サウサンプトン 2025)
- 戸田和幸 (トッテナム 2003)
- 冨安健洋 (アーセナルFC 2021-2025)
- 中田英寿 (ボルトン 2005-06)
- 西澤明訓 (ボルトン 2001-02)
- 橋岡大樹 (ルートン・タウンFC 2024-2025)
- 南野拓実 (リヴァプール 2020-2022)
- 宮市亮 (ウィガン 2012-13、ボルトン 2012、アーセナル 2011-15)
- 武藤嘉紀 (ニューカッスル 2018-2021)
- 食野亮太郎 (マンチェスターC 2019-2022)
- 吉田麻也 (サウサンプトン 2012-20)
- 李忠成 (サウサンプトン 2012-14)

フットボールリーグ・チャンピオンシップ
- 阿部勇樹 (レスター 2010-12)
- 井手口陽介 (リーズ・ユナイテッド 2018-2019)
- 中山雄太 (ハダースフィールド 2022-2024)
- 初瀬亮 (シェフィールド・ウェンズデイFC 2025)
- 林彰洋 (プリマス 2009-10)
- 三好康児 (バーミンガム 2023-2024)

EFLリーグ1
- 松坂暖 (サウスエンド・ユナイテッドFC 2016-2018)
- 横山歩夢 (バーミンガム 2024-2025)

5部
- 川越武典 (ボレアム・ウッドFC)
- 高田寿典 (チェスター・シティFC)
- 高野圭介 (モアカムFC)

6部
- 安家匠 (チェルムスフォード・シティFC)
- ライアン広岡 (ルイスFC)

7部
- 秋山朋康 (フォークストーン・インヴィクタFC)
- 亀田志功 (ヘンドンFC)
- カレン・ロバート (リアザーヘッドFC)
- 三木健 (ボレアム・ウッドFC)

8部
- 高井青 (ウェリン・ガーデン・シティFC)

9部
- 織川雄大 (ウェンブリーFC)

プレミアリーグ2
- 前田ハドー慈英 (ブラックバーン・ローヴァーズFCU21 2022-2024)

男子その他
- 秋澤正樹 (ブライトン・アンド・ホーヴ・アルビオンFCユース)
- サイ・ゴダード (トッテナム・ホットスパーFCU-23)
- 服部昇太朗 (ガーフォース・タウンAFCユース)
- 松崎裕 (フォレストグリーン・ローヴァーズFCユース)
- 松本光平 (チェルシーFCコミュニティ)
- 渡部裕也 （レイトン・オリエントFCユース)

女子
- 大儀見優季 (チェルシー 2013-14)
- 大野忍 (アーセナル 2014)
- 近賀ゆかり (アーセナル 2014)
- 岩渕真奈 (トッテナム 2023, アーセナル 2021-2022, アストン・ヴィラ 2020-2021)

## ウェールズ
現在所属する選手 [2025年1月13日編集]

3部
- 泉幸輝

過去所属した選手
ウェルシュ・プレミアリーグ
- ターナー比邑郁   (バラ・タウン 2017-18)

フットボールリーグ・チャンピオンシップ(イングランド2部)
- 稲本潤一 （カーディフ 2004-05）
- 角田涼太朗（カーディフ 2024-25）

## ウクライナ
現在所属する選手 [2020年2月9日編集]
過去所属した選手
プレミアリーグ
- 浦田樹
- 加藤康弘

## エストニア
現在所属する選手 [2024年2月29日編集]

1部
- 林航輝（ノーメ・カリュFC）

過去所属した選手
- 雨宮幸太郎[17]
- 宇佐見康介
- Kageyama Taro[18]
- 斎藤陽介
- 武田英明
- 早坂翔[19]
- 伴和曉
- 藤田健
- 前原大樹
- 松永拓也
- 満山浩之
- 和久井秀俊

## オーストリア

### 日本人選手の記録

#### リーグタイトル
| No. | 年度    | 選手               | クラブ       | 出場数 | 得点数 | その他 |
| --- | ------- | ------------------ | ------------ | ------ | ------ | ------ |
| 1   | 2006-07 | 宮本恒靖           | ザルツブルク | 9      | 0      |        |
| 2   | 2006-07 | 三都主アレサンドロ | ザルツブルク | 9      | 0      |        |
| 3   | 2014-15 | 南野拓実           | ザルツブルク | 14     | 3      |        |
| 3   | 2015-16 | 南野拓実           | ザルツブルク | 32     | 10     |        |
| 3   | 2016-17 | 南野拓実           | ザルツブルク | 21     | 11     |        |
| 3   | 2017-18 | 南野拓実           | ザルツブルク | 28     | 7      |        |
| 3   | 2018-19 | 南野拓実           | ザルツブルク | 27     | 6      |        |
| 4   | 2019-20 | 奥川雅也           | ザルツブルク | 23     | 9      |        |

現在所属する選手 [2025年8月9日編集]

オーストリア・ブンデスリーガ1部
- 川村拓夢（FCレッドブル・ザルツブルク）
- 北野颯太（FCレッドブル・ザルツブルク）
- チェイス・アンリ (FCレッドブル・ザルツブルク)
- ハーフナー・ニッキ (SVリート）

オーストリア・ブンデスリーガ2部
- 財前淳 (SWブレゲンツ)
- 岡田玲（SKアウストリア・クラーゲンフルト）

オーストリア・女子ブンデスリーガ1部
- 伊藤彩羅 （FKアウストリア・ウィーン）

過去所属した選手
オーストリア・ブンデスリーガ1部
- 秋吉泰佑 (SKシュトゥルム・グラーツ)
- 奥川雅也（FCレッドブル・ザルツブルク）
- 北川航也（SKラピード・ウィーン）
- 三都主アレサンドロ（FCレッドブル・ザルツブルク）
- 中村敬斗 (LASKリンツ)
- 南野拓実（FCレッドブル・ザルツブルク）
- 宮本恒靖（FCレッドブル・ザルツブルク）

オーストリア・ブンデスリーガ2部
- 新井瑞希
- 伊藤健史
- 川中健太
- 権田修一
- 榊翔太
- 佐藤岬
- 二田理央
- 沼大希
- 矢島倫太郎
- 八塚利朗
- 和久井秀俊

3部
- 上里琢文
- 飯田啓祐
- 大塚尚毅
- 大村英梨也
- 音田聡ノ介
- 先久陽大 (UVBフェクラマークト)
- 田中竣也
- 西田悠人
- 平野又三
- 藤島樹騎也
- ブーゾ・アモス
- 松井熙
- 松澤憲伸

4部
- 荒維大地
- 中山拓人

5部
- 小野田翼
- 佐藤彰真 (Favoritner AC、FC Bisamberg)

不明
- 道本大飛（SVフェルトバッハ）

オーストリア・女子ブンデスリーガ1部
- 谷原ゆかり（FCヴァッカー・インスブルック）
- 泊志穂（FCヴァッカー・インスブルック）
- 藤澤真凛（FCヴァッカー・インスブルック）
- 川﨑咲耶（FCヴァッカー・インスブルック）
- 黒崎優香（FCヴァッカー・インスブルック）

その他
- Asanuma Yu
- 奥田裕也
- 戸波恵斗
- ユイ・マイケル・シダ

## オランダ
1982年に望月達也がHFCハーレムにアマチュア契約で入団し、日本人選手初のエールディヴィジデビューを果たした。
2001年に小野伸二がフェイエノールトに加入し、日本人選手としてエールディヴィジ初ゴール（2部では小倉隆史が記録）やチームのUEFAカップ優勝に貢献。5シーズン在籍して112試合出場19得点をマークし、エールディヴィジで最も優れたアジア人選手とオランダメディア『elfvoetbal』は伝えている。
2008年には本田圭佑がVVVフェンローに加入。1年目にチームは2部へ降格してしまうが、2部ではキャプテンとしてチームの昇格に貢献し、2部の年間最優秀選手賞を受賞。本田の活躍もあり、VVVには吉田麻也やカレン・ロバート、大津祐樹など日本人選手が続けて所属した。
2010年代ではハーフナー・マイクがオランダ2クラブでプレーし、日本人選手最多となるエールディヴィジ通算51ゴールをマークしている。2019年には堂安律がFCフローニンゲンからPSVアイントホーフェンに移籍した。

### 日本人選手の記録

#### 1部での出場ランキング
2024-25シーズン終了時点、太字は現在もリーグに所属
| ランク | 選手                       | クラブ              | 出場数 | 得点数 | 期間                |
| ------ | -------------------------- | ------------------- | ------ | ------ | ------------------- |
| 1      | 菅原由勢                   | AZアルクマール      | 138    | 12     | 2019-2024           |
| 2      | ハーフナー・マイク         | フィテッセ、ADO     | 137    | 51     | 2012-2014 2015-2017 |
| 3      | 小野伸二                   | フェイエノールト    | 112    | 19     | 2001-2005           |
| 4      | 堂安律                     | フローニンゲン、PSV | 104    | 25     | 2017-2022           |
| 5      | 小林祐希                   | ヘーレンフェーン    | 92     | 3      | 2016-2019           |
| 6      | 中山雄太                   | PECズヴォレ         | 79     | 5      | 2019-2022           |
| 7      | ファンウェルメスケルケン際 | カンブ―ル           | 75     | 1      | 2014-2015 2019-2024 |
| 8      | カレン・ロバート           | VVV                 | 69     | 7      | 2010-2013           |
| 9      | 板倉滉                     | フローニンゲン      | 56     | 1      | 2019-2021           |
| 10     | 小川航基                   | NECナイメヘン       | 55     | 18     | 2023-               |

現在所属する選手 [2025年8月9日編集]

エールディヴィジ
- 板倉滉 (アヤックス・アムステルダム)
- 上田綺世 (フェイエノールト)
- 小川航基 (NECナイメヘン)
- 佐野航大 (NECナイメヘン)
- 塩貝健人 (NECナイメヘン)
- 毎熊晟矢 (AZアルクマール)
- 三戸舜介 (スパルタ・ロッテルダム)
- 渡辺剛 (フェイエノールト)

エールステディヴィジ
- 池下由也 (FCデン・ボス)

トゥヴェーデ・ディヴィジ
- 小田倉康太 (VVカトウェイク)

その他
- 久松利旗
- 三角乃英

エールディヴィジ (女子)
- 古賀塔子 (フェイエノールト（英語版））
- 吉良知夏 (SCテルスターVVNH（英語版））

過去所属した選手
エールディヴィジ
- 太田宏介
- 大津祐樹
- 小野伸二
- カレン・ロバート
- 小林祐希
- 斉藤光毅 (スパルタ・ロッテルダム)
- 菅原由勢
- 高木善朗
- 千葉和彦
- 堂安律
- 戸田和幸
- 長田澪（FCフォレンダム）
- 中村敬斗
- 中山雄太
- ハーフナー・マイク
- 平山相太
- ファンウェルメスケルケン際  (NECナイメヘン)
- 藤田俊哉
- 本田圭佑
- 前田直輝
- 宮市亮
- 望月達也
- 安田理大
- 吉田麻也

エールステディヴィジ
- 小倉隆史
- サトー・コハマ
- 田嶋凜太郎
- 西澤明訓
- 船越優蔵
- 山崎直之

トゥヴェーデ・ディヴィジ
- 山口佳那 (VVカトウェイク)
- Yuya Ishizuka (コーニンクレッカHFC)

その他
- 芥翔真
- 石川乾悟
- 小澤雄希
- 阪口貴之
- 高橋龍之介
- 前田天太
- 前田彼方
- 水越潤
- 森金大貴

## カザフスタン
現在所属する選手 [2025年8月3日編集]

1部 (カザフスタン・プレミアリーグ)
- 岸孝宗郎 (FKウリタウ・ジェスカスガン)

過去所属した選手
2部
- 松永拓也

## 北マケドニア
現在所属する選手 [2024年7月16日編集]

1部
- 高原正旭（FKストルガ）

過去所属した選手
- 黒木晃賢[22]
- 清水修平[23]

## キプロス
現在所属する選手 [2024年6月17日編集]
過去所属した選手
- サイ・ゴダード
- タクミ・タニグチ
- 中島ファラン一生

## ギリシャ
現在所属する選手 [2023年11月24日編集]
3部
- 中山尚英（AOエスニコス・スコウリカドゥ）

過去所属した選手
1部
- 香川真司
- 梶山陽平
- 小林大悟
- 坂田大輔

2部
- 小長谷勇太
- 福田健二

3部
- 森本貴幸

## クロアチア

### 日本人選手の記録

#### リーグタイトル
| No. | 年度    | 選手     | クラブ   | 出場数 | 得点数 | その他 |
| --- | ------- | -------- | -------- | ------ | ------ | ------ |
| 1   | 1998-99 | 三浦知良 | ザグレブ | 12     | 0      |        |
| 2   | 2023-24 | 金子拓郎 | ザグレブ | 28     | 2      |        |
| 3   | 2023-24 | 荻原拓也 | ザグレブ | 6      | 0      |        |

現在所属する選手 [2024年8月20日編集]

2部
- 長谷川善知 (NK BSKビイェロ・ブルド)

5部以下
- 安黒颯眞
- 石原怜
- 大森涼
- 尾崎崇仁
- 加藤柊翔
- 木村和貴
- 佐々木翔大
- 澄川広大
- 安田響

不明
- Ren Ishihara

過去所属した選手
1部
- 新井晴樹
- 伊野波雅彦
- 浦田樹
- 荻原拓也
- 金子拓郎
- 財前宣之
- 原大智
- 松原良香
- 三浦知良

2部
- 岸野誠
- 草宏禎
- 小林孝基
- 瀧口太陽
- 田嶋凜太郎
- 間瀬秀一
- 横山翔平

3部
- 圓乘健介
- 大谷武文
- 高徳勇輝
- 靏原輝海
- 菱田拓
- 古屋俊樹
- 三木健

4部以下
- 有光澪
- 石田滝人
- 川口裕士
- 小林新太
- 差波優人
- 佐藤健太
- 清水龍秀
- 鷹野舜
- 戸波恵斗
- 西田悠人
- 水口達貴
- 行方孝介
- 林竜也
- 宮崎壮朗

その他
- 木村晟明 (HNKヴコヴァル1991 U19)

不明
- 笠井卓
- 蛭田隆生

## コソボ
現在所属する選手 [2021年7月3日編集]
過去所属した選手
- 黒木晃賢
- 脇野隼人

## サンマリノ
現在所属する選手 [2023年7月28日編集]
過去所属した選手
- 田島翔

## ジブラルタル
現在所属する選手  [2024年7月9日編集]

1部
- 望月響 （マンチェスター62FC）

過去所属した選手
- 加藤恒平
- 鶴見昌平[24]
- 冨澤拓海

## ジョージア
現在所属する選手 [2024年5月19日編集]

2部
- 中野優太（メタルルギ・ルスタヴィ）

過去所属した選手
1部
- 加賀山泰毅
- 黒木晃賢

## スイス

### 日本人選手の記録

#### 1部での出場ランキング
2024-25シーズン終了時点
| ランク | 選手               | クラブ               | 出場数 | 得点数 | 期間      |
| ------ | ------------------ | -------------------- | ------ | ------ | --------- |
| 1      | 瀬古歩夢           | グラスホッパー       | 117    | 2      | 2022-2025 |
| 2      | 久保裕也           | ヤングボーイズ       | 104    | 26     | 2013-2016 |
| 3      | 川辺駿             | グラスホッパー       | 67     | 16     | 2021-2023 |
| 3      | 常本佳吾           | セルヴェット         | 67     | 0      | 2023-     |
| 5      | 中田浩二           | バーゼル             | 62     | 3      | 2006-2008 |
| 6      | 鈴木冬一           | ローザンヌ・スポルト | 53     | 2      | 2020-2023 |
| 7      | ハーフナー・ニッキ | トゥーン             | 27     | 4      | 2019-2020 |
| 8      | 柿谷曜一朗         | バーゼル             | 18     | 4      | 2014-2015 |
| 9      | 若月大和           | シオン               | 17     | 1      | 2020-2021 |
| 10     | 西村拓真           | セルヴェット         | 14     | 3      | 2024      |

#### リーグタイトル
| No. | 年度    | 選手       | クラブ   | 出場数 | 得点数 | その他 |
| --- | ------- | ---------- | -------- | ------ | ------ | ------ |
| 1   | 2007-08 | 中田浩二   | バーゼル | 18     | 1      |        |
| 2   | 2014-15 | 柿谷曜一朗 | バーゼル | 14     | 3      |        |

現在所属する選手 [2024年7月23日編集]

スイス・スーパーリーグ
- 安部大晴（FCルツェルン）
- 常本佳吾（バーゼル）

4部
- 飯野多希留

スイス女子スーパーリーグ
- 平田舞 (FCバーゼル・フラウエン（英語版） 2023-)

過去所属した選手
1部
- 今矢直城
- 柿谷曜一朗
- 川辺駿
- 久保裕也
- 鈴木冬一
- 瀬古歩夢
- 中田浩二
- 西村拓真
- ハーフナー・ニッキ
- 原輝綺
- 松原良香
- 若月大和

その他
- 柿沼利企[25]
- 後藤崇介
- 西川歩

## スウェーデン
現在所属する選手 [2025年8月8日編集]

1部
- 小杉啓太 (ユールゴーデンIF)

2部
- 加賀山泰毅

3部
- 島佑成
- 杉田祐希也

女子3部
- 大井美波 (P18IKフットボール 2021-)

過去所属した選手
1部
- 木下康介
- 杉田祐希也
- 高橋壮也

2部
- 高橋一輝
- 江川雅信
- 赤松謙
- 安岡拓斗

3部以下
- 会津雄生
- 世川楓悟
- 谷本薫
- 林竜也
- 藤井亮

その他
- 大谷誠一

女子1部
- 宝田沙織 (リンシェーピングFC 2022-2023)
- 浜野まいか (ハンマルビーIF 2023)
- 山口麻美
- 籾木結花 (リンシェーピングFC 2020-2023)
- 谷川萌々子（FCローゼンゴード 2024）

女子2部
- 品田彩来

## スコットランド
2005年に中村俊輔がセルティックFCに移籍し、初の日本人プレイヤーとなった。主力として活躍してリーグ戦3度の優勝を経験。2006-07年シーズンにはリーグMVPに選出された。中村の活躍もあり、その後セルティックには 水野晃樹や韓国人の奇誠庸などアジア人が続けて所属した。
その後目立った日本人選手の活躍は無かったが、2021年に横浜F・マリノスの監督を務めていたアンジェ・ポステコグルーがセルティックFCの監督に就任。就任後すぐに加入した古橋亨梧が1年目から2桁得点を挙げるなど、チームにフィット。古橋の活躍もあり、半年後には旗手怜央と前田大然、井手口陽介の日本人3選手が同時にセルティックに加入。その後も日本人選手が加入し、過去にスコットランドリーグでプレーした日本人が12人に対してその内8人がセルティック所属となる。

### 日本人選手の記録

#### 1部での出場ランキング
2024-25シーズン終了時点、太字は現在もリーグに所属
| ランク | 選手       | クラブ       | 出場数 | 得点数 | 期間      |
| ------ | ---------- | ------------ | ------ | ------ | --------- |
| 1      | 中村俊輔   | セルティック | 128    | 29     | 2005-2009 |
| 2      | 古橋亨梧   | セルティック | 116    | 63     | 2021-2025 |
| 3      | 前田大然   | セルティック | 113    | 36     | 2022-     |
| 4      | 旗手怜央   | セルティック | 102    | 23     | 2022-     |
| 5      | 小田裕太郎 | ハーツ       | 42     | 7      | 2023-2025 |
| 6      | 岩田智輝   | セルティック | 37     | 1      | 2023-2024 |
| 7      | 食野亮太郎 | ハーツ       | 20     | 3      | 2019-2020 |
| 8      | 川島永嗣   | ダンディー   | 16     | 0      | 2015-2016 |
| 9      | 田川亨介   | ハーツ       | 14     | 2      | 2023-2024 |
| 10     | 水野晃樹   | セルティック | 11     | 1      | 2008-2010 |

#### リーグタイトル
| No. | 年度    | 選手       | クラブ       | 出場数 | 得点数 | その他                |
| --- | ------- | ---------- | ------------ | ------ | ------ | --------------------- |
| 1   | 2005-06 | 中村俊輔   | セルティック | 33     | 6      |                       |
| 1   | 2006-07 | 中村俊輔   | セルティック | 37     | 9      | MVP、ベスト11         |
| 1   | 2007-08 | 中村俊輔   | セルティック | 26     | 6      |                       |
| 2   | 2007-08 | 水野晃樹   | セルティック | 0      | 0      |                       |
| 3   | 2021-22 | 古橋亨梧   | セルティック | 20     | 12     | ベスト11              |
| 4   | 2021-22 | 井手口陽介 | セルティック | 3      | 0      |                       |
| 5   | 2021-22 | 旗手怜央   | セルティック | 17     | 4      |                       |
| 6   | 2021-22 | 前田大然   | セルティック | 16     | 6      |                       |
| 5   | 2022-23 | 旗手怜央   | セルティック | 32     | 6      | ベスト11              |
| 3   | 2022-23 | 古橋亨梧   | セルティック | 36     | 27     | MVP、得点王、ベスト11 |
| 6   | 2022-23 | 前田大然   | セルティック | 35     | 8      |                       |
| 7   | 2022-23 | 岩田智輝   | セルティック | 13     | 0      |                       |
| 8   | 2022-23 | 小林友希   | セルティック | 5      | 0      |                       |
| 7   | 2023-24 | 岩田智輝   | セルティック | 19     | 1      |                       |
| 8   | 2023-24 | 小林友希   | セルティック | 0      | 0      |                       |
| 5   | 2023-24 | 旗手怜央   | セルティック | 16     | 3      |                       |
| 3   | 2023-24 | 古橋亨梧   | セルティック | 38     | 14     |                       |
| 6   | 2023-24 | 前田大然   | セルティック | 28     | 6      |                       |
| 5   | 2024-25 | 旗手怜央   | セルティック | 37     | 10     | ベスト11              |
| 6   | 2024-25 | 前田大然   | セルティック | 34     | 16     | MVP、ベスト11         |

現在所属する選手 [2025年7月5日編集]
1部
- 稲村隼翔 (セルティックFC)
- 旗手怜央 (セルティックFC)
- 前田大然 (セルティックFC)
- 山田新 (セルティックFC)

過去所属した選手
1部
- 井手口陽介
- 岩田智輝
- 小田裕太郎
- 川島永嗣
- 小林友希
- 田川亨介
- 檀崎竜孔
- 中村俊輔
- 古橋亨梧
- 水野晃樹
- 食野亮太郎

## スペイン
1996年に財前宣之がCDログロニェスへ期限付き移籍で加入し、スペイン1部クラブに所属する日本人選手となった。しかし、怪我の影響もありスペインデビューは叶わなかった。
2000年にレアル・バリャドリードへ移籍した城彰二が日本人初のスペイン1部リーグデビューと初ゴールを記録した（スペイン2部では安永聡太郎が1997年に得点を挙げている）。
2005年にはRCDマヨルカに移籍した大久保嘉人がデビュー戦で得点を挙げるなど活躍し、チームの1部残留に貢献した。
その後、イタリアで活躍した中村俊輔やドイツで活躍した清武弘嗣などがスペイン1部でプレーするも目立った活躍が出来ず、ニュースサイトでは「（スペインは日本人にとって）鬼門」と言われるようになった。
2015年に乾貴士がドイツからSDエイバルへ移籍すると、レギュラーとして活躍し、2019年には日本人として初めてスペイン1部リーグ100試合出場を達成。2024-25年に久保建英が記録を抜くまで日本人で最多の出場記録であり、日本人としてスペインで最初に成功した選手となった。
2019年頃には、アンドレス・イニエスタやフェルナンド・トーレス、ダビド・ビジャなど元スペイン代表がJリーグのクラブに所属。Jリーグのスペイン人選手増加とは直接関係無いが、同時期に日本人選手もスペインリーグに増加。乾の他に2部ではあるが、柴崎岳（2017年に移籍）や岡崎慎司、香川真司と日本代表選手が移籍し、久保建英がレアル・マドリード、安部裕葵がFCバルセロナに共にBチームながら移籍し、世界を代表する強豪2クラブに日本人選手が所属する事になった。

### 日本人選手の記録

#### 1部での出場ランキング
2024-25シーズン終了時点、太字は現在もリーグに所属
| ランク | 選手       | クラブ                | 出場数 | 得点数 | 期間      |
| ------ | ---------- | --------------------- | ------ | ------ | --------- |
| 1      | 久保建英   | レアル・ソシエダ 他   | 195    | 27     | 2019-     |
| 2      | 乾貴士     | エイバル、ベティス 他 | 166    | 16     | 2016-2021 |
| 3      | 大久保嘉人 | マジョルカ            | 39     | 5      | 2005-2006 |
| 4      | 柴崎岳     | ヘタフェ              | 29     | 1      | 2017-2019 |
| 5      | 武藤嘉紀   | エイバル              | 26     | 1      | 2020-2021 |
| 6      | 岡崎慎司   | ウエスカ              | 25     | 1      | 2020-2021 |
| 7      | 浅野拓磨   | マジョルカ            | 21     | 2      | 2024-     |
| 8      | 家長昭博   | マジョルカ            | 18     | 2      | 2010-2012 |
| 9      | 城彰二     | バリャドリード        | 15     | 2      | 2000      |
| 10     | 中村俊輔   | エスパニョール        | 13     | 0      | 2009-2010 |

現在所属する選手 [2025年8月3日編集]

プリメーラ・ディビシオン
- 浅野拓磨 (RCDマジョルカ)
- 久保建英 (レアル・ソシエダ)

セグンダ・ディビシオン
- 喜多壱也 (レアル・ソシエダB)

プリメーラ・フェデラシオン (3部)
- 根本芽輝 (CEエウロパ)

セグンダ・フェデラシオン (4部)
- 勝島新之助（ジローナFC B）
- 吉村祐哉 (CFラージョ・マハダオンダ)

その他
- 五十嵐驪（アトレティコ・デ・マドリードU18B）
- 久保瑛史（レアル・ソシエダ フベニールA）
- ケンタ・バンデラス（ベティスのカンテラ）
- 西山シンタ（FCバルセロナU11A）
- 森田遥翔（レアル・ソシエダ フベニールB）

プリメーラ・ディビシオン・フェメニーナ (リーガF) (女子1部)
- 伊藤美玖 (ウエルバ（英語版） 2023-[32], アラベス（英語版） 2019-2023[33])
- 米井朋香[32] (SDエイバル（英語版） 2018-)

プリメーラ・フェデラシオン (女子2部)
- 千葉望愛[32] (アエム 2022-, フェマルギン 2021-2022, アラベス 2020-2021)
- 田中ひとみ[32] (アエム 2023-, カセレニョ・フェメニーノ 2022-2023, サンタテレサ 2021-2022)
- 吉村碧[32] (カセレニョ・フェメニーノ 2021-2023, SEセアグル 2020-2021)
- 大熊良奈[32] (カセレニョ 2023-)
- 野口彩佳[32]（デポルティーボアバンカ 2023-, カセレニョ・フェメニーノ 2022-2023, ポソアルベンセ 2020-2021）

セグンダ・フェデラシオン (女子3部)
- 島野美央[32] (フアングランデ 2023-, CDパルケソル 2022-2023)

プリメラ・ナシオナル (女子4部)
- 毛利亜美[32] (ラソラナ 2023-, マドリードCFF 2021-2023)
- 日野くるみ[32] (サラマンカ 2022-)
- 桑原茜[32] (SDウエスカ（英語版） 2022-, レバンテ・ラスプラナス 2021-2022, CEセアグル 2019-2021)
- 中田有紀[32] (SDウエスカ（英語版） 2022-, PMフリオル 2021-2022)
- 井上萌[32] (SDウエスカ（英語版） 2023-)
- 岡林沙紀[32] (サンイグナシオ 2023-)
- 津田真凜[32] (コルジャネ 2023-, CDカステジョン 2022-2023)
- 竹内未来乃[32] (サンガブリエル 2022-)

女子その他
- 大塚明莉[33] (カセレニョ・フェメニーノ 2021-, CFアルマッソーラ・フェメニーノ 2019-2021)
- 山本香月[33] (カセレニョ・フェメニーノB 2021-)

過去所属した選手
プリメーラ・ディビシオン
- 家長昭博
- 乾貴士
- 指宿洋史
- 大久保嘉人
- 岡崎慎司
- 清武弘嗣
- 財前宣之
- 柴崎岳
- 城彰二
- 中村俊輔
- 西澤明訓
- ハーフナー・マイク
- 武藤嘉紀

セグンダ・ディビシオン
- 井手口陽介
- 香川真司
- 杉田祐希也
- 鈴木大輔
- 田邉草民
- 橋本拳人
- 長谷川アーリアジャスール
- 原大智
- 深澤仁博
- 福田健二
- 安永聡太郎
- 山口瑠伊

プリメーラ・フェデラシオン (3部)
- 安部裕葵
- 中井卓大
- 向井章人

セグンダ・フェデラシオン (4部)
- 石田仁志
- 田原廉登
- 丹羽大輝

テルセーラ・ディビシオン (4部時代)
- 島村麗乃
- 堀口龍佑

5部
- 太田凱翔
- 鈴木輪太朗イブラヒーム
- 鈴木蓮
- 中島創司
- 山本奨

その他
- 髙橋仁胡
- 永田大吾朗

女子
- 岩倉三恵
- 後藤史
- 小堺めぐみ
- 品田彩来[34]
- 冨山瞳[34]
- 松川智[34]
- 松村利子[35]
- 山根恵里奈
- 後藤三知
- 羽座妃粋
- 根本望央
- 田中陽子[33] (ラージョ・バジェカーノ 2021-2022, スポルティング・ウエルバ 2019-2021）
- 山本摩也[33] (RCDエスパニョール 2022-2022, デポルティボ・アバンカ 2018-20)
- 十川ゆき[33] (ラシン・サンタンデール 2021-2022, レアル・オビエド・フェミニーノ 2019-2021)
- 堂園彩乃[33] (レアル・ウニオン・デ・テネリフェ・タクエンセ 2020-2022?, マラガCFF 2019-2020)
- 高瀬はな[32] (サラマンカ 2022-2023, CDパルケソル 2020-2022)

その他
- 石川令
- 井出航輔
- 今村匠実
- 上村大介
- 内田将志
- 大塚孔偉
- 岡本伊織
- 岡元俊樹
- 柿沼利企
- 金久保陸生
- 木下哲星
- 木下稜介
- 清田孝司
- 熊倉海渡
- 鍬田一雅
- 坂本昌平
- 柴田勇輝
- 清田純基
- 高橋一輝
- 竹本章人
- 竹本将太
- 田島翔
- 田中星詩
- 谷俊勲
- 玉乃淳
- タルハニ存哉
- 都築洋介
- 中川風希
- 中坂勇哉
- 中島ファラン一生
- 中島ファランパリス
- 中山拓人
- 日髙光揮
- 平田拳一朗
- 藤島樹騎也
- 前田龍也
- 松浦航洋
- 薬丸隼人
- ライアン広岡

## スロバキア
現在所属する選手 [2023年12月22日編集]

1部
- 島村優志 (MFKゼムプリーン・ミハロフツェ)

3部
- 林竜也
- 玉置貴也

過去所属した選手
1部
- 大島拓登
- 浦田樹
- 西翼

2部
- 今井祐介
- 中村祐輝
- 服部昇太朗

3部
- 高田章弘

## スロベニア
現在所属する選手 [2024年7月5日編集]
過去所属した選手
1部
- 浦田樹 (NKマリボル)
- 久保優斗
- 古山瑛翔
- 森山泰行
- 和久井秀俊

2部
- 加藤康弘
- 佐々木悠斗
- 三木健

3部
- 圓乘健介
- 喜多恒仁
- 佐瀬達也
- 前原健志

指導者
- 和田治雄

## セルビア
現在所属する選手 [2025年7月7日編集]

2部
- ジョシュア・ソラ・タッカー (RFKグラフィチャル)
- 堀毛優（GFKドゥボチツァ）
- 松井熙　(FK FAP)
- 道渕諒平　(FKスメデレヴォ1924)

過去所属した選手
1部 (セルビア・モンテネグロ時代を含む)
- 浅野拓磨
- 小川圭佑
- 奥野将平
- 志村謄
- 鈴木隆行
- 千徳有寛
- 永澤竜亮
- 野間涼太
- 宮崎崚平
- 村山拓哉
- 山本奨

2部 (セルビア・モンテネグロ時代を含む)
- 内野義識
- 清本宙矢
- 諏訪悠磨
- 高橋英之
- 立花凌
- 中村勇斗
- 本間和生
- 桝谷岳良
- 丸山光介
- 村上源太郎
- 森田真吾
- 安岡拓斗
- 横地紀幸

## チェコ
現在所属する選手 [2025年6月28日編集]

1部
- 橋岡大樹（SKスラヴィア・プラハ）

2部
- 熱田翔哉（MFKヴィシュコフ）

過去所属した選手
1部
- エルサムニー・オサマ
- 和久井秀俊

2部
- 土屋慶太
- 中村祐輝
- 平田英治
- 森崎一秀

4部
- 鈴木雄太

その他
- 土屋智義
- 中村孝也

## デンマーク
現在所属する選手 [2025年7月9日編集]

1部
- 内野航太郎（ブレンビーIF）
- 鈴木淳之介（FCコペンハーゲン）
- 福田翔生（ブレンビーIF）
- 村田聖樹 (ヴェイレBK)

3部
- 山谷侑士（Akademisk Boldklub Gladsaxes）

女子1部
- 松原志歩 (フォルトゥナ・イエリング 2023-)

過去所属した選手
1部
- 川口能活
- 佐藤大介
- 鈴木唯人
- 中島ファラン一生
- 中島ファランパリス
- 橋本卓

## ドイツ
1977年から1986年までドイツでプレーした奥寺康彦が、ブンデスリーガでプレーした最初の日本人である。奥寺は初のブンデスでプレーした日本人でありながら、リーグ戦234試合に出場し、1977-78年シーズンにはリーグ優勝を果たした。80年代では風間八宏や尾崎加寿夫がプレーした。その後しばらくは日本人選手がドイツへ移籍する事はなかったが、2002年に高原直泰がドイツでプレーし、日本人初のブンデスリーガハットトリック、シーズン二桁得点を達成した。
2010年頃からは、長谷部誠や香川真司、内田篤人の活躍もあり多くの日本人選手がドイツでプレーする機会が増えた。香川は、移籍直後から主力として活躍し、1年目でリーグ優勝を経験した。2014年9月にはYouTubeにあるブンデスリーガの公式チャンネルで歴代日本人選手特集が行われ、歴代日本人選手1位には香川が選ばれている。
2020年6月に長谷部誠がブンデスリーガにおいてアジア人で史上最多となる309試合出場を果たした。
2021年、2022年にはフィジカルで劣ると言われていた日本人選手だったが、シュツットガルトに所属する遠藤航が2年連続でブンデスリーガでのデュエル勝利数部門で1位に輝いた。

### 日本人選手の記録

#### 1部での出場ランキング
2024-25シーズン終了時点、太字は現在もリーグに所属
| ランク | 選手     | クラブ                                                              | 出場数 | 得点数 | 期間                |
| ------ | -------- | ------------------------------------------------------------------- | ------ | ------ | ------------------- |
| 1      | 長谷部誠 | ヴォルフスブルク ニュルンベルク フランクフルト                      | 384    | 7      | 2008-2024           |
| 2      | 奥寺康彦 | ケルン ブレーメン                                                   | 234    | 26     | 1977-1986           |
| 3      | 大迫勇也 | ケルン ブレーメン                                                   | 181    | 26     | 2014-2021           |
| 4      | 原口元気 | ヘルタ・ベルリン ハノーファー ウニオン・ベルリン シュトゥットガルト | 173    | 6      | 2014-2024           |
| 5      | 酒井高徳 | シュトゥットガルト ハンブルガーSV                                   | 170    | 2      | 2013-2019           |
| 6      | 香川真司 | ドルトムント                                                        | 148    | 41     | 2010-2012 2014-2019 |
| 7      | 高原直泰 | ハンブルガーSV フランクフルト                                       | 135    | 25     | 2003-2008           |
| 8      | 堂安律   | SCフライブルク                                                      | 131    | 27     | 2020-2021 2022-     |
| 9      | 岡崎慎司 | シュトゥットガルト マインツ                                         | 128    | 37     | 2011-2015           |
| 10     | 鎌田大地 | フランクフルト                                                      | 124    | 20     | 2017-2023           |

#### リーグタイトル
| No. | 年度    | 選手       | クラブ                 | 出場数 | 得点数 | その他               |
| --- | ------- | ---------- | ---------------------- | ------ | ------ | -------------------- |
| 1   | 1977-78 | 奥寺康彦   | ケルン                 | 20     | 4      |                      |
| 2   | 2008-09 | 大久保嘉人 | ヴォルフスブルク       | 9      | 0      |                      |
| 3   | 2008-09 | 長谷部誠   | ヴォルフスブルク       | 25     | 0      |                      |
| 4   | 2010-11 | 香川真司   | ドルトムント           | 18     | 8      | ベスト11(キッカー誌) |
| 4   | 2011-12 | 香川真司   | ドルトムント           | 31     | 13     | ベスト11(キッカー誌) |
| 5   | 2024-25 | 伊藤洋輝   | バイエルン・ミュンヘン | 6      | 1      |                      |

現在所属する選手 [2025年8月9日編集]
男子1部
- 伊藤洋輝 (FCバイエルン・ミュンヘン)
- 川﨑颯太 (1.FSVマインツ05)
- 佐野海舟 (1.FSVマインツ05)
- 鈴木唯人 (SCフライブルク)
- 堂安律 (アイントラハト・フランクフルト)
- 長田澪 (ヴェルダー・ブレーメン)
- 福田師王 (ボルシア・メンヒェングラートバッハ)
- 藤田譲瑠チマ (FCザンクトパウリ)
- 町田浩樹 (TSG1899ホッフェンハイム)
- 町野修斗 (ボルシア・メンヒェングラートバッハ)

男子2部
- 秋山裕紀 (SVダルムシュタット98)
- アペルカンプ真大 (フォルトゥナ・デュッセルドルフ)
- 古川陽介 (SVダルムシュタット98)
- 松田隼風 (ハノーファー96)
- 三好康児 (VfLボーフム)
- 横田大祐 (ハノーファー96)

男子3部
- 上月壮一郎 (TSV1860ミュンヘン)
- 花城琳斗 (VfBシュトゥットガルトII)
- 碇明日麻 (ハノーファー96 II)
- 水多海斗 (ロートヴァイス・エッセント)

男子4部 (レギオナルリーガ)
- 権田陽大 (FCロートヴァイス・エアフルト)
- 三宮捷 (FSV フランクフルト)
- 西眞之介 (ヴッパーターラーSVボルシア)
- 西村昴 (ヴッパーターラーSVボルシア)
- 本田翔英 (FCデューレン)
- 宮本駿晃 (ブレーマーSV)
- 山田真史 (ブレーマーSV)

男子5部 (オーバーリーガなど)
- 大野嵩仁 (TuS Blau-Weiß Königsdorf)
- 長田悠里 (SVアトラス)
- 梶谷佳士 (SVアイントラハト・ホーケッペル)
- 菅原賢
- 津田亘介 (FSV 1926 Fernwald)
- 寺田俊
- 寺沼健翔 (SVアイントラハト・ホーケッペル)
- 富田平
- 中埜航平
- 晴山岬 (FC Eddersheim)
- 堀江敏史
- 福地宗介
- 藤原聖大 (ボナーSC)
- 矢島倫太郎  (SV Tasmania Berlin)
- 柳沢拓弥  (SVシェルンベック)

FCバサラマインツ (男子6部)
- 石本喜丈
- 泉聖也
- 大脇久弥
- 奥野貴大
- 鬼城大地
- 岸琢人
- 中嶋隼斗
- 中村風雅
- 中林凛
- 新山哲平
- 福原大亮
- 堀田純平
- 松井拓都
- 森岡佑月

その他の男子6部
- 大沢空良 (SG Rot-Weiss Frankfurt)
- 鈴木太陽レオン (アイントラハト・ブラウンシュヴァイクII)
- 陶山勇磨 (VSGアルトグリーニッケII)

男子7部
- 小平龍世
- 豊沢尚己 (SV Wiesbaden)

男子8部
- 片山陽平 (Kasteler Fußball-Vereinigung 06)

男子9部
- 久保瑛弘 (Alemannia Lendersdorf)

男子その他
- 山崎太湧 (シュワルツ＝ヴァイス・エッセンU－19)

0
女子ブンデスリーガ1部
- 谷川萌々子（バイエルン・ミュンヘン 2024-）

女子ブンデスリーガ2部
- 京川舞 (1.FFCトゥルビネ・ポツダム 2022-)
- 加藤みづほ (ボルシアMG 2022-, VfLボーフム1848 2021-2022), 1.FC ケルン 2015-2018)

女子レギオナルリーガほか
- 三宅唯愛  (VfLボーフム1848 2022- ,GSVメールス2021-2022)
- 布志木香帆
- 村木絢香

過去所属した選手
男子ブンデスリーガ1部
- 浅野拓磨
- 板倉滉
- 稲本潤一
- 乾貴士
- 宇佐美貴史
- 内田篤人
- 遠藤渓太
- 遠藤航
- 大久保嘉人
- 大迫勇也
- 大津祐樹
- 大前元紀
- 岡崎慎司
- 奥川雅也
- 奥寺康彦
- 奥抜侃志
- 尾崎加寿夫
- 小野伸二
- 香川真司
- 金崎夢生
- 鎌田大地
- 清武弘嗣
- 久保裕也
- 上月壮一郎
- 酒井高徳
- 酒井宏樹
- 高原直泰
- 田中碧
- チェイス・アンリ
- 長澤和輝
- 長谷部誠
- 原口元気
- 細貝萌
- 槙野智章
- 丸岡満
- 武藤嘉紀
- 室屋成
- 矢野貴章
- 山口蛍
- 吉田麻也

男子ブンデスリーガ2部
- 朝枝健
- 阿部拓馬
- 石原卓
- 井手口陽介
- 伊藤達哉
- 内野貴史
- 風間八宏
- 菊地直哉
- 金城ジャスティン俊樹
- 関根貴大
- 相馬崇人
- 田坂祐介
- 林大地
- 宮市亮
- 山田大記
- 結城耕造
- ルシアン・リトバルスキー (SpVggグロイター・フュルト)
- 渡邊凌磨

3.リーガ
- 鈴木準弥
- 村上範和

男子4部(レギオナルリーガ)
- 阿部虎之助 (FCヴェークベルク＝ベーク)
- 安東大介
- 石橋圭輔
- 糸井岳朗 (ヘッセル・カッセル)
- 伊藤卓[40]
- 伊藤遼哉
- 岩木慎也
- 大野嵩仁 (FCヴェークベルク＝ベーク)
- 岡田玲 (VfBシュトゥットガルトII)
- 津田亘介 (RWアーレン)
- 寺沼健翔 (ベルリナーAK)
- 西田悠人 (TSVショット・マインツ)
- 福井太智 (FCバイエルン・ミュンヘンⅡ)
- 藤原聖大 (ホルシュタイン・キールII)
- 宮澤勇樹
- 矢島倫太郎  (ベルリナーAK)
- 山田大敬 (SVシュトラーレン)
- 脇睦
- 渡辺夏彦 (FVイレルティッセン)

男子5部(オーバーリーガ、ヘッセンリーガ)
- 石川令
- 牛山太陽
- 潟村連 (FCギーセン)
- 佐藤恵允 (ヴェルダー・ブレーメンII)
- 柴田駿

男子6部
- 赤塚怜
- 小柳孝輔 (FCバサラマインツ)
- 松尾琉空 (FCバサラマインツ)
- 渡邊星来 (FCバサラマインツ)

女子ブンデスリーガ1部
- 横山久美 (1.FFCフランクフルト)
- 田子亜貴 (SC07バート・ノイェンアール)
- 田中明日菜 (1.FFCフランクフルト)
- 安藤梢 (SGSエッセン, 1.FFCフランクフルト, FCR2001デュースブルク)
- 岩渕真奈 (バイエルン・ミュンヘン, ホッフェンハイム)
- 永里優季 (1.FFCフランクフルト, VfLヴォルフスブルク, 1.FFCトゥルビネ・ポツダム)
- 永里亜紗乃 (1.FFCトゥルビネ・ポツダム)
- 入江未希 (1.FCザールブリュッケン)[41]
- 猶本光 (SCフライブルク)
- 児玉桂子 (ボルシアMG)[42]
- 平野優花 (1.FCケルン 2019-2022)[43]
- 熊谷紗希 (バイエルン・ミュンヘン 2021-2023, 1.FFCフランクフルト 2011-2013)
- 平田舞 (メッペン 2022-2023)

女子ブンデスリーガ2部
- 堤早希 (アレマニア・アーヘン[44])
- 岸川奈津希 (BVクロッペンブルク)
- 泊志穂 (BVクロッペンブルク)

0
レギオナルリーガ、オーバーリーガなど
編集者の方へ: ノート参照
- 阿部豊
- 飯野多希留
- 池野剛
- 井手ウィリアム航輔
- 伊藤佑介
- 稲田千尋
- 井上貴博
- 今矢直城
- 圓乘聖裕
- 近江孝行
- 太田圭祐
- 大塚智之
- 大友慧
- 岡本勇輝
- 小田垣旋
- 風間宏希
- 柏瀬暁[45]
- 上西涼
- 河内勇太
- 川原元樹
- 菊池禎晃
- 菊池亮輔
- 喜多恒仁
- 木下康介
- 行德浩二
- キローラン木鈴
- 小谷光毅
- 齊藤晃義
- 斉藤乙
- 酒井高聖
- 酒井将史
- 佐々木祐太
- 澤田恒
- 島津虎史
- シュタルフ・悠紀・リヒャルト
- 城ヶ瀧大地
- 鈴木伸貴
- 鈴木諒
- 住石加寿己
- 高井青
- 高崎亮平
- 高田寿典
- 高原正旭
- 多久島顕悟
- 伊達和輝
- 田中靖大
- 土屋慶太
- 寺沢優太
- 冨江悠
- 富岡英聖
- 友近聡朗
- 中居時夫
- 中川雄貴
- 中村宏紀
- 永井雄一郎
- 長澤卓己
- 成田光希
- 西谷優希
- 西脇良平
- 能登正人
- 畠山祐輔
- 原田祐輔
- 東洸大郎
- 日高拓哉
- ブーゾ・アモス
- 辺見昌樹
- 福留健吾
- 藤澤典隆
- 藤島樹騎也
- 松浦昇汰
- 松木政也
- 松田圭右
- 松永祥兵
- 松本三四郎
- 松本拓也
- 松山周平
- 三浦雅樹
- 三宅海斗
- 村田勉
- 森泰次郎
- 森保圭悟
- 秋谷雅義
- 山下育海
- 鈴本毅郎
- 山田葵士
- 室橋周平
- 若宮健人

0
不明
編集者の方へ: ノート参照
- 荒井翔太
- 安部潤一
- 井上航
- 磯部楓也
- 飯田啓介
- 石井直人
- 井上大輝
- 岩本将吾
- 上船利徳
- 蛭子順平
- 大岡孝明
- 大里康朗
- 大島正寛
- 岡村直哉
- 奥田裕也
- 奥野大樹
- 奥野弘泰
- 奥村亮太
- 奥山穣
- 表迫誠也
- 岡田昌巳
- 表隆太郎
- 面家康生
- 小谷周人
- 采女優輝
- 片岡将元
- 金橋淳
- 加瀬光
- 上川一樹
- 川渕遼
- 川間弘明
- 岸本健
- 北野司
- 木村蓮
- 楠田啓佑
- 久保武大
- 河岸貴氏
- 笹井季弥
- 佐藤健太
- 佐藤晴
- 佐藤領
- 重松直志
- 澁谷和平
- 白坂拓也
- 杉山丈一郎
- 鈴木翼
- 春原康人
- 反橋厚貴
- 高井大輔
- 高橋奎斗
- 高橋慈英
- 高原正旭
- 瀧澤光哉
- 田中誠
- 田平陵
- 伊達和輝
- 俵石直哉
- 千葉光生
- 千谷優介
- 寺田大空
- 寺田凌
- 鳥野見裕樹
- 中岡涼太
- 坪井魁
- 中村翔
- 中山聖也
- 中村謙
- 中村孝司
- 中村光春
- 西澤厚志
- 西中寿明
- 野木智大
- 野口雄輝
- 野中望
- 野宮経慈
- 野原優
- 野村一樹
- 野村聖
- 橋本峻弥
- 長谷川フェルナンドロペス
- 八田紘輔
- 服部真也
- 馬場航
- 原田信雄
- 比嘉孝広
- 廣瀬圭
- 廣岡太貴
- 福田浩規
- 藤浦裕也
- 藤田峻作
- 藤原昭一
- 牧山恵太
- 松澤直哉
- 松田景吾
- 松田憲明
- 三崎クリストファー
- 三原敬太
- 宮入諒
- 宮﨑亮
- 目黒翔太
- 本橋拓人
- 柳澤宏紀
- 山中天太
- 山根考裕
- 山本竜己
- 横山敦
- 横澤航平
- 和崎友作
- 山口星
- 渡辺玲
- de:Abe Hayato
- de:Ando Takahiro
- de:Asanuma Yu
- de:Arai Takeru
- de:Ato Keita
- de:Iitsuka Hiroki
- de:Ikeda Kenji
- de:Izumisawa Shu
- de:Iwata Go
- de:Ishido Masateru
- de:Ishibashi Keisuke
- de:Ito Masahiko
- de:Inagaki Ryosuke
- de:Endo Masahiro
- de:Oba Shinji
- de:Ono Koki
- de:Kato Takanori
- de:Kishi Takafumi
- de:Oki Joji
- de:Kizaki Yuto
- de:Kitahashi Tatsuro
- de:Kokuryo Miyu
- de:Sakurai Katsuhiro
- de:Sato Kazuto
- de:Sato Hiromasa
- de:Takashima Takahiro
- de:Taguchi Sena
- de:Tokimoto Hirofumi
- de:Takahashi Keiji
- de:Takizawa Yuki
- de:Tanaka Masaki
- de:Date Tadanobu
- de:Chino Yuichiro
- de:Tsuzuku Toshimasa
- de:Nakano Seiya
- de:Nakamura Yuto
- de:Narita So
- de:Nishida Shoichi
- de:Hasui Kakeru
- de:Hamano Yuuji
- de:Hayami Yuhi
- de:Hara Kenta
- de:Hiyama Takeru
- de:Fukumoto Kiichi
- de:Horiuchi Tetsu
- de:Hori Shinsuke
- de:Matsumoto Koki
- de:Makiyama Keita
- de:Morikami Keisuke
- de:Morita Junpei
- de:Morinaga Itsuki
- de:Murohashi Shuhei
- de:Morioka Yuya
- de:Nawa Shunsuke
- de:Yamashita Shohei
- de:Yamada Kiyohito
- de:Yamada Rei
- de:Yamane Yoshihiro
- de:Yanagisono Ryota
- de:Yoshizumi Tomo
- de:Watanabe Ko

不明(退団済み)
編集者の方へ: ノート参照
- 穴見峻平
- 安部武秀
- 安藤竣哉
- 池邉征史
- 勇碧
- 石山大輝
- 岩切龍二
- 宇田川輝
- 梅村徹
- 岡田拓也
- 膳智弘
- 加藤亮
- 狩野賀亮
- 辛島侑烈
- 川端透
- 久保田永至
- 栗原航
- 小庄優介
- 新谷伊織
- 鈴鹿雄基
- 隅勝彦
- 大門学
- 平知浩
- 高瀬光
- 高椅拓也
- 土屋亮泰
- 寺内大登
- 鴇田将己
- 富田平
- 永澤圭祐
- 中山正人
- 野村良平
- 濱中優俊
- 菱田拓
- 福治侑也
- 福田豊大
- 藤岡亮多
- 藤田健吾
- 藤原亘人
- 前田陸
- 三沢祥馬
- 水口達貴
- 水越大二
- 水野旭
- 宮本雄太
- 森直樹
- 森山秀平
- 矢澤貴文
- 山内一樹
- 山城美勇士
- 山田優希
- 吉岡大介
- 吉村航
- 浅子達也
- 大田賢太
- 久保田永至
- 島村有
- 陣崎義浩
- 永田忍
- 林竜也
- 福田潤
- 早坂奎哉
- de:Akagi Kenji
- de:Iijima Yuichiro
- de:Matsuoka Satoshi

## トルコ
現在所属する選手 [2025年7月6日編集]
過去所属した選手
スュペル・リグ
- 稲本潤一
- 香川真司
- 瀬戸貴幸
- 中島翔哉
- 長友佑都
- 細貝萌
- 松木玖生

## ノルウェー
現在所属する選手 [2023年11月23日編集]
過去所属した選手
1部
- 木下康介
- 小林大悟

2部
- 高田寿典
- 山岸ヨヴァン淳一ニコリッチ

3部
- 加藤カレッティ丈

女子1部
- 髙良亮子 (LSKクビナーFK, 2017)
- 黒崎優香 (アルナー=ビョルナー, 2021-2022)

その他
- 倉田泰一

## ハンガリー
現在所属する選手 [2025年4月1日編集]

1部
- 権田修一（デブレツェニVSC）

過去所属した選手
1部
- 瀬長直亮
- 本間和生

## フィンランド
現在所属する選手 [2024年7月23日編集]

1部
- カイ・メリルオト(HJKヘルシンキ)
- 田中亜土夢 (HJKヘルシンキ)

2部
- 内山竣太 (PK-35ヴァンター)
- 大口航 (ヤルヴェンパーン・パッロセウラ)
- 大橋優正 (JIPPO)
- 菊池禎晃 (JIPPO)
- 中西樹大 (PK-35ヴァンター)
- 根角裕基 (PK-35ヴァンター)
- 渡辺潤之介 (JIPPO)
- 宮本康生 (サロン・パッロイリヤト)

3部
- 新垣有悟 （アトランティスFC）
- 牛山太陽 （FCジャズ）
- 上野中也 （JJK）
- 梅津直人（Pallokerho Keski-Uusimaa）
- 小林正宗（Pallokerho Keski-Uusimaa）
- 佐々木貴哉 （FCジャズ）
- 笹部雄介 (EPS)

4部
- 藤岡聡志
- 宮腰慶太

女子1部
- 黒崎優香 (KuPS 2023-)

過去所属した選手
1部
- カイ・メリルオト
- 加賀山泰毅
- 世川楓悟
- ハーフナー・マイク
- 村山拓也
- Nathael Ishii (FC KTP)[46]

2部
- 阿部豊
- 上村大介
- 加藤智陽
- 高橋一輝
- 谷田光
- 前田尚輝
- 横地貴徳 (カピラン・パロ) [47]
- 和久井秀俊

3部
- 田中英康 （FCジャズ）
- 戸波恵斗
- 槙本稔己 (PK-35ヴァンター)
- 宮腰慶太 (EPS)
- 山崎直之

## フェロー諸島
現在所属する選手 [2019年3月21日編集]
過去所属した選手
- 松永拓也

## フランス
2003年にモンペリエHSCへ移籍した廣山望がフランスリーグでプレーする初の日本人選手となった。当時は海外でプレーする日本人が少なく、廣山も数少ない海外組として日本代表に招集された。
2004年に松井大輔がル・マンUCへ移籍。チームの中心選手として活躍。フランスで計8シーズンプレーした。2005年には、フランス人元日本代表監督のフィリップ・トルシエが監督をしているオリンピック・マルセイユへ中田浩二が移籍するも、目立った活躍は出来なかった。
2016年に酒井宏樹がオリンピック・マルセイユへ移籍。レギュラーとして活躍し、松井に次ぐ日本人リーグ出場数を記録。また、2020年には長友佑都が同じくマルセイユに移籍し、同時期に現役日本代表の両サイドバックが同じチームに所属する事となった。
2022年に伊東純也、2023年に中村敬斗、2025年関根大輝がスタッド・ランスに移籍し、同じチームに日本人が3人所属し、3人同時に出場する試合もあった。

### 日本人選手の記録

#### 1部での出場ランキング
2024-25シーズン終了時点、太字は現在もリーグに所属
| ランク | 選手         | クラブ                        | 出場数 | 得点数 | 期間            |
| ------ | ------------ | ----------------------------- | ------ | ------ | --------------- |
| 1      | 松井大輔     | ル・マン、サンテティエンヌ 他 | 148    | 17     | 2004-2012       |
| 2      | 酒井宏樹     | マルセイユ                    | 145    | 1      | 2016-2021       |
| 3      | 伊東純也     | スタッド・ランス              | 99     | 13     | 2022‐2025       |
| 4      | 南野拓実     | モナコ                        | 79     | 16     | 2022-           |
| 5      | オナイウ阿道 | AJオセール                    | 65     | 6      | 2022-2023 2024- |
| 6      | 川島永嗣     | ストラスブール                | 60     | 0      | 2016-2023       |
| 7      | 中村敬斗     | スタッド・ランス              | 57     | 15     | 2023-2025       |
| 8      | 長友佑都     | マルセイユ                    | 25     | 0      | 2020-2021       |
| 9      | 昌子源       | トゥールーズ                  | 19     | 0      | 2019-2020       |
| 10     | 関根大輝     | スタッド・ランス              | 15     | 0      | 2024-2025       |

現在所属する選手 [2025年8月11日編集]

リーグ・アン
- オナイウ阿道 (AJオセール)
- 瀬古歩夢（ル・アーヴルAC）

リーグ・ドゥ
- 関根大輝 (スタッド・ランス)
- 中村敬斗 (スタッド・ランス)

3部
- 高岡伶颯 (ヴァランシエンヌFC)

4部
- アルファ・サワネ窪田
- 小野穣暉

5部
- 石山凌太郎

過去所属した選手
リーグ・アン
- 伊東純也
- 伊藤翔
- 稲本潤一
- 植田直通
- 川島永嗣
- 酒井宏樹
- 昌子源
- 鈴木唯人
- 中田浩二
- 長友佑都
- 廣山望
- 古橋亨梧
- 松井大輔

リーグ・ドゥ
- 梅崎司
- 大黒将志
- 澤井直人
- 鈴木規郎

ディヴィジオン・アン
- 宇津木瑠美
- 大滝麻未
- 大野忍
- 鮫島彩
- 熊谷紗希

その他
- 大塚省三
- 大貫翼
- 小坂圭亮
- 長岡郷
- 福田潤
- 古山瑛翔
- 山口瑠伊

## ブルガリア
現在所属する選手 [2025年4月1日編集]
エフベットリーグ
- 黒川淳史
- アンドレ・バヴァ・シンヤシキ

過去所属した選手
エフベットリーグ
- 会津雄生
- 秋吉泰佑
- 加藤恒平
- 高橋一輝
- 松井大輔

2部
- 飯塚浩一郎
- 黒木晃賢

## ベラルーシ
現在所属する選手 [2024年6月24日編集]

3部
- 行方孝介

過去所属した選手
1部
- 斎藤陽介
- 佐藤穣
- 和久井秀俊

2部
- 行方孝介

## ベルギー
2000年、遠藤雅大がKVメヘレンに移籍し、ベルギーリーグでプレーした初の日本人選手となる。2002年、日韓ワールドカップで日本とベルギーが対戦し、その試合で得点を挙げた鈴木隆行がヘンクに期限付き移籍。ヘンクでは得点は挙げられなかったものの、2003年に期限付き移籍したヒュースデン＝ゾルダーで得点を挙げてベルギーリーグ初の日本人得点者となった。
2010年、当時・日本代表GKの川島永嗣がリールセSKへ移籍し、レギュラーとして活躍。2012年にはスタンダール・リエージュに移籍し、2013年には川島の他にも小野裕二と永井謙佑が同時期にリエージュに在籍した。2017年、シント＝トロイデンVVは日本のDMMグループが経営権を取得している。これは日本企業が欧州クラブの経営権を取得した初の例である。DMMは、英語が広く使われており、実質的に外国人枠がなく、かつヨーロッパ各地へのアクセスにも優れている点で、日本人選手のステップアップリーグとして最適と判断し、ベルギーリーグを選んだという。そのため、同クラブには多数の日本人選手が在籍している。
また、ベルギー紙『HNL』が主催しているシーズンMVPにあたるゴールデンシューに、2017年はワースラント＝ベフェレンに所属していた森岡亮太が、2021年にはKRCヘンクに所属していた伊東純也が第5位に選出されるなど、顕著な活躍を残している。

### 日本人選手の記録

#### 1部での出場ランキング
2024-25シーズン終了時点、太字は現在もリーグに所属
| ランク | 選手                 | クラブ                               | 出場数 | 得点数 | 期間                |
| ------ | -------------------- | ------------------------------------ | ------ | ------ | ------------------- |
| 1      | 森岡亮太             | シャルルロワ                         | 161    | 26     | 2017-2024           |
| 2      | 伊東純也             | KRCヘンク                            | 120    | 27     | 2019-2022 2025-     |
| 3      | シュミット・ダニエル | シント＝トロイデン、KAAヘント        | 119    | 0      | 2019-2023 2024-2025 |
| 4      | 渡辺剛               | KAAヘント                            | 94     | 5      | 2021-2025           |
| 5      | 橋岡大樹             | シント＝トロイデン                   | 86     | 2      | 2021-2024           |
| 6      | 町田浩樹             | ロイヤル・ユニオン・サン＝ジロワーズ | 84     | 2      | 2021-2025           |
| 7      | 鈴木優磨             | シント＝トロイデン                   | 69     | 26     | 2019-2021           |
| 8      | 三好康児             | アントワープ                         | 67     | 5      | 2019-2023           |
| 9      | 久保裕也             | KAAヘント                            | 62     | 22     | 2017-2018 2019      |
| 10     | 藤田譲瑠チマ         | シント＝トロイデン                   | 58     | 1      | 2023-2025           |

#### リーグタイトル
| No. | 年度    | 選手     | クラブ                               | 出場数 | 得点数 | その他 |
| --- | ------- | -------- | ------------------------------------ | ------ | ------ | ------ |
| 1   | 2022-23 | 三好康児 | アントワープ                         | 10     | 1      |        |
| 2   | 2024-25 | 町田浩樹 | ロイヤル・ユニオン・サン＝ジロワーズ | 25     | 0      |        |

現在所属する選手 [2025年8月15日編集]

シント＝トロイデンVV（1部）
- 伊藤涼太郎
- 小久保玲央ブライアン
- 後藤啓介
- 谷口彰悟
- 畑大雅
- 松澤海斗
- 山本理仁

その他の1部
- 明本考浩（OHルーヴェン）
- 綱島悠斗（ロイヤル・アントワープFC）
- 伊藤敦樹（KAAヘント）
- 伊東純也（KRCヘンク）
- 大南拓磨（OHルーヴェン）
- 木村誠二（KVCウェステルロー）
- 坂本一彩（KVCウェステルロー）
- 野澤大志ブランドン（ロイヤル・アントワープFC）

2部
- 道脇豊（ワースラント＝ベフェレン)
- 保田堅心 (ヨング・ヘンク)
- 横山歩夢 (ヨング・ヘンク)
- 吉永夢希 (ヨング・ヘンク)

3部
- 田嶋翔 （ユニオン・ナミュール）

同好会
- 薬丸隼人[52]

過去所属した選手
シント＝トロイデンVV（1部）
- 伊藤達哉
- 遠藤航
- 岡崎慎司
- 小川諒也
- 小野裕二
- 香川真司
- 鎌田大地
- 木下康介
- 小池裕太
- 小森飛絢
- 鈴木彩艶
- 鈴木優磨
- 関根貴大
- シュミット・ダニエル
- 冨安健洋
- 中村敬斗
- 橋岡大樹
- 林大地
- 原大智
- 藤田譲瑠チマ
- 松原后

その他の1部
- 上田綺世
- 植田直通
- 遠藤雅大
- 大畑歩夢
- 金子拓郎
- 川島永嗣
- 川辺駿
- 久保裕也
- 小林祐希
- 坂元達裕
- 鈴木隆行
- 鈴木武蔵
- 高嶺朋樹
- 田中聡
- 角田涼太朗
- 豊川雄太
- 永井謙佑
- 藤井陽也
- 本間至恩
- 町田浩樹
- 松尾佑介
- 三竿健斗
- 三笘薫
- 三好康児
- 森岡亮太
- 横田大祐
- 渡辺剛

2部
- 天野純
- 安部柊斗
- 指宿洋史
- 熊田直紀
- 小池龍太
- 古賀俊太郎
- 斉藤光毅
- 坂井大将
- 谷晃生
- 豊嶋邑作
- 宮本優太

3部
- 林彰洋

## ポーランド
現在所属する選手 [2025年8月4日編集]

1部（エクストラクラサ）
- 小林友希（ヤギエロニア・ビャウィストク）
- 手嶋秀（アルカ・グディニャ）
- 広澤灯喜 (ヤギエロニア・ビャウィストク)
- 森下龍矢（レギア・ワルシャワ）

2部　(Iリガ)
- 巖晃誓 (プシュチャ・ニエポウォミツェ)
- 永松秀麻（ルフ・ホジューフ）
- 檜尾昂樹 (ŁKSウッチ)

3部
- 柴田駿

4部
- 大村英梨也
- 掃部勇哉
- 中野周登
- 長野星輝
- 外立翼
- 鷲野倖大

5部以下
- 井上俊弥
- 篠永雄大
- 飯田裕誠
- 今本康太
- 鈴木風助
- 鈴木隆太
- 中島永弥
- 山河大将

過去所属した選手
1部
- 赤星貴文
- 泉澤仁
- 大島拓登
- 奥抜侃志
- 奥野将平
- カイ・メリルオト
- 加藤恒平
- 北野晴矢
- 熊田陽樹
- 上月壮一郎
- 斉藤誠司
- 西翼
- 直川公俊
- 古川陽介
- 松井大輔
- 村山拓哉
- 森岡亮太
- 横田大祐

2部
- 今井海斗
- 入江利和
- 圓乘健介
- 加藤康弘
- 木村光佑
- 柴村直弥
- 中野遼太郎
- 縄手雄大
- 藤川朋樹

3部
- 芥翔真
- 新井健太郎
- 円乗聖裕
- 岡田翔太郎
- 岡田武瑠
- 川崎谷輝
- 研谷孔輝
- 新村純平
- 多久島顕悟
- 土屋翔平
- 長岡郷
- 中谷喜代志
- 森直樹

4部
- 小川雄生
- 小畑翔太郎
- 黒木晃賢
- 小澤竜己
- 是枝真伍
- 阪井鷹斗
- 仲啓輔
- 松井熙
- 宮崎崚平
- 宮原勇太
- 宮本裕大

5部以下
- 柳澤拓弥
- 林真人

不明
- 池上宏亮
- 池田順一
- 木脇悠太
- Kimura Ryugo
- 渋澤大介
- 谷口直矢
- 土屋翔平
- 中村勝
- Nemoto Yuuki
- 野口直人
- 伴和曉
- 渡辺一也

## ボスニア・ヘルツェゴビナ
現在所属する選手 [2024年7月22日編集]

2部
- 佐藤和高（FKボラツ・コザルスカ・ドゥビツァ）
- 高橋和洋（FKコザラ・グラディシュカ）
- 中村勇斗（FKモドリチャ）
- 長谷川善知（FKモドリチャ）

過去所属した選手
2部
- 田畑翔伍（FKコザラ・グラディシュカ）
- 戸坂飛雄吾

不明
- 秋吉泰佑
- 伊藤剛
- 大谷壮馬
- 川辺隆弥
- 鈴木梨生
- 竹本佳
- 田中宗一郎
- 土肥賢太
- 三木健
- ラズバンダリ・ケビン健太郎

## ポルトガル
2002年に廣山望がSCブラガに移籍し、日本人で初めてポルトガルリーグでプレー。2009年に相馬崇人がCSマリティモに移籍し、2010年にリーグ初ゴールを決めた。
2014年に田中順也がスポルティングCPへ移籍し、カップ戦などのタイトルを獲得。2019年には中島翔哉が名門のFCポルトへ移籍し話題を集め、リーグ優勝も経験した。この頃から若手選手が海外挑戦の場にポルトガルを選ぶ機会が増えた。また、ポルティモネンセSCのスポーツエージェントが多数のブラジル人選手をJリーグへ移籍させた経歴があり、各ディレクターにJリーグで活躍したポンテやグラウがいる事もあり、多数の日本人選手が在籍した。他にもUDオリヴェイレンセが日本の企業のONODERA GROUPに横浜FCと共にグループの傘下となったため多くの日本人選手が移籍。2023年にはオリヴェイレンセに55歳の三浦知良がレンタル移籍し、ポルトガル2部でポルトガルリーグ最年長出場記録を更新。
2022-23、2023-24シーズンには守田英正がリーグ2連覇を達成した。

### 日本人選手の記録

#### 1部での出場ランキング
2024-25シーズン終了時点
| ランク | 選手       | クラブ                         | 出場数 | 得点数 | 期間      |
| ------ | ---------- | ------------------------------ | ------ | ------ | --------- |
| 1      | 藤本寛也   | ジル・ヴィセンテ               | 156    | 12     | 2020-2025 |
| 2      | 守田英正   | サンタ・クララ、スポルティング | 129    | 13     | 2021-     |
| 3      | 中島翔哉   | ポルティモネンセ、ポルト       | 84     | 16     | 2017-2022 |
| 4      | 安西幸輝   | ポルティモネンセ               | 54     | 1      | 2019-2021 |
| 5      | 中村航輔   | ポルティモネンセ               | 52     | 0      | 2021-2025 |
| 6      | 相馬勇紀   | カーザ・ピア                   | 50     | 7      | 2023-2024 |
| 7      | 福井太智   | ポルティモネンセ、アロウカ     | 41     | 1      | 2024-     |
| 8      | 田川亨介   | サンタ・クララ                 | 39     | 7      | 2022-2023 |
| 9      | 食野亮太郎 | リオ・アヴェ、エストリル       | 28     | 4      | 2020-2022 |
| 9      | 渡井理己   | ボアヴィスタ                   | 28     | 1      | 2022-2024 |

#### リーグタイトル
| No. | 年度    | 選手                 | クラブ         | 出場数 | 得点数 | その他 |
| --- | ------- | -------------------- | -------------- | ------ | ------ | ------ |
| 1   | 2019-20 | 中島翔哉             | ポルト         | 16     | 0      |        |
| 2   | 2022-23 | 小久保玲央ブライアン | ベンフィカ     | 0      | 0      |        |
| 3   | 2023-24 | 守田英正             | スポルティング | 29     | 2      |        |
| 3   | 2024-25 | 守田英正             | スポルティング | 23     | 2      |        |

現在所属する選手 [2025年8月7日編集]

1部
- 福井太智 (FCアロウカ)
- 守田英正 (スポルティング)

2部
- 上笹貫剣 (UDオリヴェイレンセ)
- キーティング・タイラー (UDオリヴェイレンセ)
- 高橋友矢 (UDオリヴェイレンセ)
- 永田滉太朗 (FCポルトB)

3部
- 飯尾柊太 (FC Oliveira do Hospital)
- 兒玉澪王斗 (ADファフェ)

4部
- 荒木大輔 (ペヴィデンSC)
- 井上惇 (ペヴィデンSC)
- 本田れん
- 前田天太
- 山本凱斗
- ライアン広岡
- Yuya Ishizuka (ペヴィデンSC)

5部
- 大室雄幹
- 岡村成修
- 穂崎岳志

リーガ・ヘヴェラサォン U23
- 澤田将 (ポルティモネンセSCU23)
- デニス・ジュン・パーキンソン（FCファマリカンU23）

その他
- 浅野葵
- 杉本礼鋳

女子1部
- 和田奈央子 (ランクFCヴィラヴェルデンセ 2021-)

過去所属した選手
1部
- 新井瑞希
- 安西幸輝
- 小川諒也
- 亀倉龍希
- 邦本宜裕
- 小久保玲央ブライアン
- 権田修一
- 相馬崇人
- 相馬勇紀
- 田川亨介
- 田中順也
- 中島翔哉
- 長島滉大
- 中村航輔
- 西村拓真
- ライアン広岡
- 廣山望
- 藤本寛也
- 前田大然
- 三竿健斗
- 食野亮太郎
- 山田楓喜
- 渡井理己

2部
- 小野原和哉
- 小枇ランディ
- 金崎夢生
- 菊池禎晃
- 小林友希
- 東城翔也
- 中村祐人
- 深堀隼平
- 三浦知良
- 三田啓貴
- 宮田和純
- モヨ・マルコム強志

3部
- 風間宏希
- 斉藤誠司
- 高橋和輝
- 広澤灯喜
- マリオ・マエダ

4部
- 安西海斗

リーガ・ヘヴェラサォン U23
- 大堀亮之介 (ポルティモネンセSCU23)
- 川崎修平 (ポルティモネンセSCU23)
- 菅嶋弘希 (ポルティモネンセSCU23)
- 藤原志龍 (ポルティモネンセSCU23)
- 行友翔哉（FCファマリカンU23）

その他、不明
- 清田孝司
- 田島宗一郎
- 立川嶺
- 中野優太
- 菱木智英
- 山崎翔輝
- 勇碧

## マルタ
現在所属する選手 [2024年7月16日編集]

1部
- 伊藤涼風（ナッシャー・ライオンズFC）
- 菊島誠人（ナッシャー・ライオンズFC）
- 山口拓真（ナッシャー・ライオンズFC）

2部
- 森田悠仁 （ピエタ・ホットスパーズFC）

3部
- 新井健斗（MGARR UNITED FC）

過去所属した選手
1部
- 大瀬貴己
- 大室雄幹
- 柿沼利企
- 金山俊介
- 佐野渓
- 立川嶺[54]
- 田中宗一郎
- 長岡郷
- 廣瀬慧
- 丸川太誠[55]
- 道渕諒平（バルザンFC）
- 三野草太
- 望月響
- 横地貴徳

2部
- 飯田哲平
- 黒木晃賢
- 今野滉也
- 櫻井健斗
- 佐藤遵樹
- 田中薫平
- 西原拓夢 （リーヤ・アスレティックFC）
- 渡邊旭

3部
- 池田圭太
- 和崎友作

ゴゾ島・フットボールリーグ・ファースト・ディヴィジョン
- 多久島顕悟

不明
- 秋山朋康
- 河村英侑
- 小嶋喜大
- 清田純基[56]
- 水頭廉

## モナコ
現在所属する選手 [2023年7月16日編集]

リーグ・アン
- 南野拓実 (ASモナコ)

過去所属した選手

## モルドバ
現在所属する選手 [2020年11月5日編集]
過去所属した選手
- 荒木大輔
- 岡田翔太郎
- 倉田一輝
- 豊嶋邑作
- 西口大輔

## モンテネグロ
現在所属する選手 [2024年7月28日編集]

1部
- 岸孝宗郎（FKモルナル）
- 小宮健（FKイェゼロ）
- 西村歩夢（FKオトラント＝オリンピク）
- 原田拓季（FKオトラント＝オリンピク）
- 森英希（FKボケリ・コトル）

2部
- 青山拓夢
- 浅野葵
- 井口椋介
- 市村陸
- 上田隼也（FKポドゴリツァ）
- 大森涼（FKインテルナツィオナル）
- 岡本伊織（FKルダル・プリェヴリャ）
- 木村治貴（OFKムラドスト・ドニャ・ゴリツァ）
- 久保小五郎
- 泉水龍翔（FKロヴチェン）
- 西川歩
- 柳澤拓弥（FKインテルナツィオナル）
- 山村遥輝（FKインテルナツィオナル）
- 安田弐士輝
- Kento Suzuki（FKポドゴリツァ）

その他
- 林雄介

過去所属した選手
1部
- 有光澪
- 飯塚浩一郎
- 池田拓生
- 石原卓
- 伊藤健史
- 植田裕史
- 内田昂輔
- 江川雅信
- 大谷真史[57]
- 大谷壮馬
- 岡本伊織
- 加藤恒平
- 加藤亮
- 川辺隆弥
- 木村治貴
- 後藤京介
- 佐藤岬
- 志村謄
- 瀬長直亮
- 千徳有寛
- 多木理音
- 立花稜也
- 田中宗一郎
- 戸波恵斗
- 豊嶋邑作
- 中原翔矢
- 西川翔大
- 野間涼太
- 半田優希
- 日野健人[58]
- 平野又三
- 福井理人
- 堀毛優
- 宮田大輔
- 安岡拓斗
- 山崎健太
- 山本弘明

0
2部
- 池田裕汰
- 伊藤剛
- 江口貴俊
- 江崎丈雄
- 大井川望未
- 喜多恒仁
- 清本宙矢
- 佐々木悠斗
- 佐藤健太
- 佐藤佳成
- 高徳勇輝
- 高橋一輝
- 竹本章人
- 田中舟汰郎
- 田中紳太郎
- 谷本薫
- 行方孝介
- 藤山恭輔
- 三浦ジンボスティーブン
- 溝上馨介
- 吉田蒼平

不明
- 飯沼壮貴
- 石倉大河
- 上星脩大
- 奥田裕也
- 尾崎秀人
- 笠井卓
- 北浩二
- 越川龍司
- 小谷豪
- 千田俊太郎
- 高田雄大
- 高塚捺生
- 鷹野舜
- 筒井剛毅
- 富阪豊
- 冨田龍平
- 浜下将幸
- 原島弘樹
- 松本雄哉
- 山口遥
- 喜元晃希

## ラトビア
現在所属する選手 [2025年7月8日編集]

1部
- 大森裕介 （ヴァルミエラFC）
- 五味郁登 （FKイェルガヴァ）
- デューク・カルロス （ヴァルミエラFC）
- 永澤海風 （FK RFS）

2部
- 大森裕介（ヴァルミエラFC II）
- 中村龍雅 （SKスーパー・ノヴァ）

過去所属した選手
1部
- 赤星貴文
- 芥翔真
- 飯塚浩一郎
- 石川龍太
- 石川令
- 入江利和
- 大堀亮之介
- 岡田翔太郎
- 小川圭佑
- 小川雄生
- 小澤竜己
- 加藤康弘
- 川崎修平
- 川辺隆弥
- 木脇悠太
- 熊田陽樹
- 斎藤陽介
- 佐々木貴哉 （FKメッタ）
- 佐竹京成
- 佐藤穣
- 柴村直弥
- 新村純平
- 瀬戸貴幸
- 高田章弘
- 武田英明
- 土屋翔平
- 豊嶋邑作
- 中谷喜代志
- 中野遼太郎
- 中村駿介
- 永松秀麻
- 永松達郎
- 波田野海 （BFCダウガフピルス）
- 花田康弘
- 藤川朋樹
- 辺見昌樹
- 星野圭佑
- 前田龍也
- 丸川太誠
- 宮崎巧
- 村田聖樹
- 柳将太
- 山﨑貴斗
- 山本直
- 横田大祐

2部
- 青木郁弥
- 麻生健太
- 宇田川輝
- 圓乘健介
- 奥野将平
- 辛島侑烈
- 北野晴矢
- 古賀俊太郎
- 後藤憧
- 斉藤誠司
- 柴田駿
- 鈴木章弘
- 田中宗一郎
- 田中英泰（ヴァルミエラFC II）
- 直江翔悟
- 長岡郷
- 野村大輔
- 服部昇太朗
- 菱田拓
- 和崎友作
- 奥ノ徹也

3部
- 櫻井功大（Ogre United）

不明
- 飯塚浩一郎
- 三浦昭宏
- Yasuhiro Nakano （FKリエパーヤ）
- Kokei Yoshida （BFCダウガフピルス）

## リトアニア
現在所属する選手 [2025年4月1日編集]

1部
- 辛島侑烈 （FKジャルギリス）
- 川内陽一 （FKトランスインヴェスト）
- 櫻井功大（FKトランスインヴェスト）
- 佐藤岬 （FKトランスインヴェスト）
- 山田大敬 （FCジュガス・テルシェイ）

2部
- 青山拓夢 （FKネヴェージス・ケダイネイ）
- 今泉諒己 （FKエクラナス・パネヴェジース）
- 笠原大和 （FKネヴェージス・ケダイネイ）
- 清本宙矢 （FKバブルンガス・プルンゲ）
- 留盛聖大 （FKバブルンガス・プルンゲ）
- 広沢季陽 （FKミニヤ）
- 昼間拓海 （FK ATMOSFERA）
- 伏見拓也 （FK ATMOSFERA）
- 堀越泰河 （FKネヴェージス・ケダイネイ）
- 横地紀幸 （BE1 NFA）
- 吉田康平 （FKミニヤ）
- 渡辺飛翔 （FKガルリアヴァ）

過去所属した選手
1部
- 岩崎陽平
- 大堀亮之介
- 金井拓也
- 君島克佳
- 小池晃広
- 小池雄大
- 五味郁登
- 佐藤岬
- 鈴木惇 （FKスードゥヴァ・マリヤンポレ）
- 鈴木惣一朗
- 諏訪悠磨 （FKカウノ・ジャルギリス）
- 中村龍雅
- 橋口倫人
- 本田圭佑
- 前田峻
- 松永拓也
- 吉川翔梧
- 脇野隼人

2部
- 浅野崇斗 （FK ATMOSFERA）
- 雨宮幸太郎[59] （FKトランスインヴェスト）
- 川口裕士
- 鈴木勇太 （FKネヴェージス・ケダイネイ）
- 竹中穣
- 花田康弘 （FKガルリアヴァ）
- 丸山龍也
- 三谷翼
- 宮澤弘 （FKミニヤ）
- 渡邊旭

## ルーマニア
現在所属する選手[2025年7月18日編集]

1部
- 瀬戸貴幸 (FCアルジェシュ・ピテシュティ)
- 三野草太 (FC UTAアラド)

2部
- 花田康弘 (AFCメタルル・ブザウ)

過去所属した選手
1部
- 大島拓登
- 熊田陽樹
- 佐藤大介
- 三原廣樹

2部
- 川越武典
- 高橋一輝
- 鳥羽隼
- 中村祐輝
- 直川公俊
- 村上源太郎
- 山本僚

3部
- 相澤闘志
- 池松秀明
- 江崎千尋
- 岡本勇輝
- 久保田勲
- 中内章裕
- 吉川幸汰
- 山崎輝

## ルクセンブルク
現在所属する選手 [2023年8月25日編集]

その他
- タイラー・テイバー （Racing FC Union Luxemburg II）

過去所属した選手
1部
- 安達壮太[60]
- 多田大河[61]
- 土橋優樹
- 早坂龍之介

2部
- Anda Ren
- 稲田千尋
- 梶原亮
- 河村英侑
- 清川大輝
- 渡邊旭
- 山内隼斗
- 阿部恵大
- 田中元士

## ロシア

### 日本人選手の記録

#### リーグタイトル
| No. | 年度    | 選手     | クラブ       | 出場数 | 得点数 | その他 |
| --- | ------- | -------- | ------------ | ------ | ------ | ------ |
| 1   | 2012-13 | 本田圭佑 | CSKAモスクワ | 23     | 7      |        |

現在所属する選手[2023年9月2日編集]
過去所属した選手
1部
- 赤星貴文
- 齊藤未月
- 西村拓真
- 橋本拳人
- 本田圭佑
- 巻誠一郎
- 松井大輔

2部
- 斎藤陽介
- 佐藤穣
- イッペイ・シノヅカ
- 野間涼太
- 楽山孝志